# Žarko Radić
Žarko Radić (Split, 13. travnja 1950.) je hrvatski kazališni, televizijski i filmski glumac.

## Filmografija

### Televizijske uloge
- "U dobru i zlu" kao Ljudevit "Ljubo" Mrkonjić (2024. – danas)
- "Kumovi" kao Stanislav "Stanley" Cukela (2024. – danas)
- "San snova" kao Don Marinko (2023.)
- "Blago nama" kao Drago Špehar (2020. – 2021.)
- "Na granici" kao Mijo Štiglić (2018. – 2019.)
- "Kud puklo da puklo" kao Sveto Tepavac (2014. – 2016.)
- "Ruža vjetrova" kao Krsto Bartulović (2012. – 2013.)
- "Loza" kao Vinko Radovani (2011. – 2012.)
- "Bitange i princeze" kao Čedo (2010.)
- "Hitna 94" kao Teo (2008.)
- "Cimmer fraj" kao Jerko Fabro (2007.)
- "Villa Maria" kao Tomislav "Tomo" Jurak (2004. – 2005.)
- "Novo doba" kao Kuzmić (2002.)
- "Goli život" kao časnik (1994.)
- "Bolji život" kao Velja Kalemar (1991.)
- "Zaboravljeni" kao pjevač (1990.)
- "Vuk Karadžić" kao Antonije Bogičević (1987.)
- "Sivi dom" kao psiholog (1986.)
- "Odlazak ratnika, povratak maršala" kao general Kosta Nadj (1986.)
- "Ubi ili poljubi" kao Toma Tomić (1984.)
- "Dani AVNOJ-a" (1983.)
- "Priče iz radionice" kao poreznik (1982.)
- "Sedam sekretara SKOJ-a" kao Janko Mišić (1981.)
- "Pripovedanja Radoja Domanovića" kao Milovan Stojčević (1980.)
- "Osma ofanziva" kao Vojkan Stevandić (1979.)
- "Dobročinitelji" (1979.)
- "Slom" kao Veselin Maslesa (1979.)
- "Povratak otpisanih" kao Paja (1978.)
- "Profesionalci" (1978.)
- "Boško Buha" kao Lune (1978.)
- "Razmena" (1978.)
- "Kapelski kresovi" kao Zlatko Mateić-Jastreb (1975. – 1976.)
- "Otpisani" kao Boban (1974.)
- "Dimitrije Tucović" kao Ilija Milkić (1974.)
- "Filip na konju" (1973.)
- "Selo bez seljaka" (1970.)

### Filmske uloge
- "Lavina" kao susjed Pero (2017.)
- "Pola ure za baku" kao otac (2010.)
- "Kradljivac uspomena" (2007.)
- "Suđenje generalu Vešoviću" kao general Radomir Vešović (2001.)
- "Klaustrofobična komedija" kao Teja Kraj (1990.)
- "Početni udarac" kao pjevač (1990.)
- "Vampiri su među nama" kao komandir milicije (1989.)
- "Mister Dolar" kao redaktor lista "Omega" (1989.)
- "Dvostruki udar" (1985.)
- "Ljubavno pismo" kao Laza (1983.)
- "Direktan prenos" kao urednik (1982.)
- "Daleko nebo" (1982.)
- "Žeđ" (1981.)
- "Šesta brzina" (1981.)
- "500 kada" (1981.)
- "Presuda" kao Mitko Angelov (1980.)
- "Lanci" kao Ivan (1979.)
- "Posjeta" (1977.)
- "Devojački most" kao Đorđe (1976.)
- "Muke po Mati" kao Luka (1975.)
- "U Orfeumu kod Brane" (1975.)
- "Prvi splitski odred" (1972.)

## Vanjske poveznice
- Žarko Radić u internetskoj bazi filmova IMDb-u (engl.)